# Nahua pelluscens
Nahua pelluscens är en tvåvingeart som först beskrevs av Günther Enderlein 1911.  Nahua pelluscens ingår i släktet Nahua och familjen sorgmyggor. Inga underarter finns listade i Catalogue of Life.